# (48) Doris
(48) Doris – planetoida z grupy pasa głównego planetoid okrążająca Słońce w ciągu 5 lat 175 dni w średniej odległości 3,11 au. Została odkryta 19 września 1857 roku w Paryżu przez Hermanna Goldschmidta. Nazwa tej planetoidy pochodzi od Doris, w mitologii greckiej jednej z okeanid, córki Okeanosa i Tetydy.